# Elementzeichen
| ∈                        | ∈                     |
| Mathematische Zeichen    | Mathematische Zeichen |
| Arithmetik               | Arithmetik            |
| ------------------------ | --------------------- |
| Pluszeichen              | +                     |
| Minuszeichen             | −, ⁒                  |
| Malzeichen               | ⋅, ×                  |
| Geteiltzeichen           | :, ÷, /               |
| Plusminuszeichen         | ±, ∓                  |
| Vergleichszeichen        | <, ≤, =, ≥, >         |
| Wurzelzeichen            | √                     |
| Prozentzeichen           | %                     |
| Analysis                 |                       |
| Summenzeichen            | Σ                     |
| Produktzeichen           | Π                     |
| Differenzzeichen, Nabla  | ∆, ∇                  |
| Prime                    | ′                     |
| Partielles Differential  | ∂                     |
| Integralzeichen          | ∫                     |
| Verkettungszeichen       | ∘                     |
| Unendlichzeichen         | ∞                     |
| Geometrie                |                       |
| Winkelzeichen            | ∠, ∡, ∢, ∟            |
| Senkrecht, Parallel      | ⊥, ∥                  |
| Dreieck, Viereck         | △, □                  |
| Durchmesserzeichen       | ⌀                     |
| Mengenlehre              |                       |
| Vereinigung, Schnitt     | ∪, ∩                  |
| Differenz, Komplement    | ∖, ∁                  |
| Elementzeichen           | ∈                     |
| Teilmenge, Obermenge     | ⊂, ⊆, ⊇, ⊃            |
| Leere Menge              | ∅                     |
| Logik                    |                       |
| Folgepfeil               | ⇒, ⇔, ⇐               |
| Allquantor               | ∀                     |
| Existenzquantor          | ∃                     |
| Konjunktion, Disjunktion | ∧, ∨                  |
| Negationszeichen         | ¬                     |

Das Elementzeichen (∈) ist ein mathematisches Zeichen, mit dem angegeben wird, dass ein Objekt ein Element einer Menge ist. Es geht auf Giuseppe Peano zurück und entstand durch Stilisierung aus dem griechischen Kleinbuchstaben Epsilon. Für das Elementzeichen existieren eine Reihe von Abwandlungen; häufig wird es in durchgestrichener Form (∉) oder umgedrehter Form (∋, ∌) verwendet.

## Geschichte
Der Begründer der Mengenlehre Georg Cantor verwendete noch keine Abkürzung für den Ausdruck a ist ein Element von b. Das Elementzeichen geht auf den italienischen Mathematiker Giuseppe Peano zurück, der es in Form eines griechischen Kleinbuchstabens ϵ (Epsilon) erstmals 1889 in einer in lateinischer Sprache geschriebenen Arbeit zu den Peano-Axiomen einsetzte:

„Signum ϵ significat est. Ita a ϵ b legitur a est quoddam b“

„Das Zeichen ϵ bedeutet ist. Also wird a ϵ b als a ist ein b gelesen“

Das Epsilon ϵ, das Peano ab 1890 in der kursiven Form ε schrieb, ist die Initiale des griechischen Worts ἐστί (estí) mit der Bedeutung ist. In der Form ε und der heute gängigen Verbalisierung ist ein Element von wurde das Elementzeichen 1907 von Ernst Zermelo in seiner Arbeit zur Zermelo-Mengenlehre verwendet. In der ursprünglichen Form ϵ verbreitete sich das Elementzeichen ab 1910 über die Principia Mathematica von Bertrand Russell und Alfred North Whitehead weiter. Im Laufe der Zeit wurde es dann zu ∈ stilisiert.

## Verwendung
Ist ein Objekt {\displaystyle x} Element einer Menge {\displaystyle M}, so notiert man diesen Sachverhalt durch
{\displaystyle x\in M}
und spricht „x ist Element von M“.
Gelegentlich ist es sinnvoll, die Reihenfolge umzudrehen, und man notiert dann
{\displaystyle M\ni x}
und spricht „M enthält als Element x“.
Ist {\displaystyle x} kein Element der Menge {\displaystyle M}, so schreibt man entsprechend
{\displaystyle x\notin M}   bzw.   {\displaystyle M\not \ni x}.
Formal steht das Elementzeichen für eine Relation, die sogenannte Elementrelation.

## Kodierung

### Elementzeichen
Das Elementzeichen findet sich im Unicodeblock Mathematische Operatoren und wird in Computersystemen folgendermaßen kodiert.
| Zeichen | Unicode  | Unicode                      | Bezeichnung                     | HTML        | HTML     | HTML    | LaTeX   |
| Zeichen | Position | Bezeichnung                  | Bezeichnung                     | hexadezimal | dezimal  | benannt | LaTeX   |
| ------- | -------- | ---------------------------- | ------------------------------- | ----------- | -------- | ------- | ------- |
| ∈       | U+2208   | element of                   | Element von                     | &#x2208;    | &#8712;  | &isin;  | \in     |
| ∉       | U+2209   | not an element of            | kein Element von                | &#x2209;    | &#8713;  | &notin; | \notin  |
| ∊       | U+220A   | small element of             | kleines Element von             | &#x220A;    | &#8714;  |         |         |
| ∋       | U+220B   | contains as member           | enthält als Element             | &#x220B;    | &#8715;  | &ni;    | \ni     |
| ∌       | U+220C   | does not contain as member   | enthält nicht als Element       | &#x220C;    | &#8716;  |         | \not\ni |
| ∍       | U+220D   | small contains as member     | kleines enthält als Element     | &#x220D;    | &#8717;  |         |         |
| ⟒       | U+27D2   | element of opening upwards   | Element von nach oben geöffnet  | &#x27D2;    | &#10194; |         |         |
| ⫙       | U+2AD9   | element of opening downwards | Element von nach unten geöffnet | &#x2AD9;    | &#10969; |         |         |

### Epsilon
Gelegentlich wird auch der griechische Kleinbuchstabe Epsilon als Elementzeichen verwendet.
| Zeichen | Unicode  | Unicode                              | Bezeichnung                                              | HTML        | HTML    | HTML      | LaTeX       |
| Zeichen | Position | Bezeichnung                          | Bezeichnung                                              | hexadezimal | dezimal | benannt   | LaTeX       |
| ------- | -------- | ------------------------------------ | -------------------------------------------------------- | ----------- | ------- | --------- | ----------- |
| ε       | U+03B5   | greek small letter epsilon           | griechischer Kleinbuchstabe epsilon                      | &#x03B5;    | &#949;  | &epsilon; | \varepsilon |
| ϵ       | U+03F5   | greek lunate epsilon symbol          | griechisches halbmondförmiges Epsilon-Symbol             | &#x03F5;    | &#1013; |           | \epsilon    |
| ϶       | U+03F6   | greek reversed lunate epsilon symbol | griechisches umgedrehtes halbmondförmiges Epsilon-Symbol | &#x03F6;    | &#1014; |           |             |

### Abwandlungen
Zudem existieren folgende Abwandlungen des Elementzeichens.
| Zeichen | Unicode  | Unicode                                                        | Bezeichnung                                                                | HTML        | HTML    |
| Zeichen | Position | Bezeichnung                                                    | Bezeichnung                                                                | hexadezimal | dezimal |
| ------- | -------- | -------------------------------------------------------------- | -------------------------------------------------------------------------- | ----------- | ------- |
| ⋲       | U+22F2   | element of with long horizontal stroke                         | Element von mit langem horizontalen Strich                                 | &#x22F2;    | &#8946; |
| ⋳       | U+22F3   | element of with vertical bar at end of horizontal stroke       | Element von mit vertikalem Balken am Ende des horizontalen Strichs         | &#x22F3;    | &#8947; |
| ⋴       | U+22F4   | small element of with vertical bar at end of horizontal stroke | kleines Element von mit vertikalem Balken am Ende des horizontalen Strichs | &#x22F4;    | &#8948; |
| ⋵       | U+22F5   | element of with dot above                                      | Element von mit Punkt darüber                                              | &#x22F5;    | &#8949; |
| ⋶       | U+22F6   | element of with overbar                                        | Element von mit Überstrich                                                 | &#x22F6;    | &#8950; |
| ⋷       | U+22F7   | small element of with overbar                                  | kleines Element von mit Überstrich                                         | &#x22F7;    | &#8951; |
| ⋸       | U+22F8   | element of with underbar                                       | Element von mit Unterstrich                                                | &#x22F8;    | &#8952; |
| ⋹       | U+22F9   | element of with two horizontal strokes                         | Element von mit zwei horizontalen Strichen                                 | &#x22F9;    | &#8953; |
| ⋺       | U+22FA   | contains with long horizontal stroke                           | enthält mit langem horizontalen Strich                                     | &#x22FA;    | &#8954; |
| ⋻       | U+22FB   | contains with vertical bar at end of horizontal stroke         | enthält mit vertikalem Balken am Ende des horizontalen Strichs             | &#x22FB;    | &#8955; |
| ⋼       | U+22FC   | small contains with vertical bar at end of horizontal stroke   | kleines enthält mit vertikalem Balken am Ende des horizontalen Strichs     | &#x22FC;    | &#8956; |
| ⋽       | U+22FD   | contains with overbar                                          | enthält mit Überstrich                                                     | &#x22FD;    | &#8957; |
| ⋾       | U+22FE   | small contains with overbar                                    | kleines enthält mit Überstrich                                             | &#x22FE;    | &#8958; |